# Selección de raquetbol de los Países Bajos
La selección de raquetbol de los Países Bajos representa a la Asociación Neerlandesa de Raquetbol en las competiciones internacionales de raquetbol. Es miembro de la Federación Europea de Raquetbol y de la Federación Internacional de Raquetbol. Países Bajos ha ganado el Campeonato Europeo 3 veces en competición general, 2 veces en competición masculina y 1 en competición femenina.

## Participaciones

### Copa Mundial
| Año  | M   | F                 | Mixto             |
| ---- | --- | ----------------- | ----------------- |
| 1981 | –   | –                 | 5°                |
| 1984 | 5°  | Medalla de bronce | Medalla de bronce |
| 1986 | 6°  | 7°                | 7°                |
| 1988 | 9°  | Medalla de bronce | 5°                |
| 1990 | 10° | 8°                | 8°                |
| 1992 | 8°  | 10°               | 10°               |
| 1994 | 12° | –                 | 17°               |
| 1996 | 13° | 15°               | 14°               |
| 1998 | 16° | 15°               | 13°               |
| 2000 | 15° | –                 | 24°               |
| 2002 | 15° | –                 | 19°               |
| 2004 | 12° | –                 | 15°               |
| 2006 | 16° | 16°               | 16°               |
| 2008 | 10° | –                 | 16°               |
| 2010 | –   | –                 | –                 |

### Campeonato Europeo
| Año  | M                 | F              | Mixto          |
| ---- | ----------------- | -------------- | -------------- |
| 1981 | -                 | -              | Medalla de oro |
| 1983 | ?                 | ?              | ?              |
| 1985 | ?                 | ?              | ?              |
| 1987 | Medalla de oro    | Medalla de oro | Medalla de oro |
| 1989 | Medalla de oro    | ?              | Medalla de oro |
| 1991 | ?                 | ?              | ?              |
| 1993 | ?                 | ?              | ?              |
| 1995 | ?                 | ?              | ?              |
| 1997 | ?                 | -              | ?              |
| 1999 | ?                 | -              | ?              |
| 2001 | ?                 | -              | ?              |
| 2003 | ?                 | ?              | ?              |
| 2005 | ?                 | ?              | ?              |
| 2007 | 4°                | -              | 4°             |
| 2009 | 4°                | -              | 4°             |
| 2011 | -                 | -              | -              |
| 2013 | -                 | -              | -              |
| 2015 | -                 | -              | -              |
| 2017 | Medalla de bronce | 4°             | -              |

## Jugadores

### Equipo actual
Equipo nacional en el Campeonato Europeo de 2009
- Pascal Matla
- Peter De Jong
- Edwin Schipper